# Dorothea av Sachsen (1591–1617)
Dorothea av Sachsen, född den 7 januari 1591, död den 17 november 1617, var en tysk abbedissa och tysk-romersk furstinna som regerande abbedissa och monark av den självstyrande klosterstaten Quedlinburgs stift.
Dorothea höjde lönerna för predikanter och lärare och inrättade ett myntmakeri i det före detta augustinerklostret i staden.